# Umiot
Umiot – osiedle typu miejskiego w Rosji, w obwodzie tambowskim. W 2010 roku liczyło 4740 mieszkańców.